# 한내초등학교 (경기)
한내초등학교는 대한민국 경기도 이천시에 있는 공립 초등학교이다.

## 학교 연혁
한내초등학교는 1998년 10월 10일에 개교하였고, 1998년 9월 10일에 설봉초등학교에서 학생인수를 하였다. 1999년 9월 1일에 병설유치원 2학급이 편성되었다. 2004년 2월 7일에 제1회 졸업식이 개최되었으며 189명이 졸업하였다. 2007년 3월 1일에 증포초등학교와 분리되어 개교하였다.

## 참고 자료
- 한내초등학교 - 한국교육학술정보원 학교알리미